# 2392 Jonathan Murray
2392 Jonathan Murray eller 1979 MN1 är en asteroid i huvudbältet som upptäcktes den 25 juni 1979 av de båda amerikanska astronomerna Eleanor F. Helin och Schelte J. Bus vid Siding Spring-observatoriet. Den är uppkallad efter Jonathan Murray, son till en vän till en av upptäckarna.
Asteroiden har en diameter på ungefär 10 kilometer.